# Денеш Почик
Денеш Почик (угор. Dénes Pócsik, 9 березня 1940 — 20 листопада 2004) — угорський ватерполіст.
Олімпійський чемпіон 1964 року.
Срібний призер Олімпійських ігор 1972 року.
Бронзовий призер Олімпійських ігор 1968 року.